# Game Boy
Game Boy je prenosna igralna konzola, ki jo je izdelal Nintendo in prvič objavil ob 100. obletnici Nintendota na Japonskem 21. aprila 1989, v Severni Ameriki 31. julija 1989, v Evropi 28. septembra 1990, in v Sloveniji božič leta 1992. To je prva ročna konzola v liniji Game Boy in je bila ustvarjena in objavljena od Satoru Okade, Nintendo Researcha in Developmenta. Ta ista ekipa, ki jo je vodil Gunpei Yokoi v tistem času, je zaslužna za oblikovanje serije Game & Watch in več priljubljenih iger za Nintendo Entertainment System. Preoblikovane različice so bile izdane leta 1996 in 1998 v obliki Game Boy Pocket in Game Boy Light (samo na Japonskem).
Game Boy je prva Nintendo ročna igralna konzola, ki združuje funkcije iz Nintendo Entertainment Systema in Game & Watch-a. Prodan je bil bodisi kot samostojna enota, bodisi v povezavi z miselno igro Tetris.
V svoji zgodnji življenjski dobi je Game Boy v glavnem tekmoval s Sega Game Gearom, Atari-jevim Lynx-om in NEC TurboExpress-om. Game Boy je preprodal svoje tekmece in postal uspešnica. Game Boy in njegov naslednik Game Boy Color sta skupaj prodala več kot 118 milijonov enot po vsem svetu. Po izpustitvi Game Boy-ja v Združenih državah je bila v nekaj tednih prodana njegova celotna pošiljka milijona enot. Proizvodnja Game Boy-a in Game Boy Color-a sta bila v začetku leta 2000 ukinjena in zamenjana z naslednjim Game Boy Advance-om, izdanim leta 2001.

## Zgodovina

### Razvoj
Prvotno interno kodno ime za Game Boy je bilo "Dot Matrix Game", katerega začetnice so se pojavile na številki končnega modela, "DMG-01". Notranji sprejem naprave je bil na začetku zelo slab; DMG si je celo od zaposlenih v podjetju zaslužil zmeden vzdevek "DameGame", kar bi v japonskem kontekstu pomenilo "brezupno" ali "hromo".

## Strojna oprema
Game Boy ima štiri delovne gumbe z oznako "A", "B", "SELECT" in "START" ter smerne blazinice. Na desni strani naprave je gumb za nastavljanje glasnosti in podoben gumb na levi strani, za prilagoditev kontrasta. Na vrhu Game Boy-a lahko najdemo on-off stikalo in režo za vložke iger za Game Boy. Stikalo za vklop vključuje fizično blokado, ki uporabnikom preprečuje vstavljanje ali odstranjevanje igre med vklopom naprave. Nintendo priporoča uporabnikom, da pustijo igro v reži, da preprečijo vstop prahu in umazaniji v sistem.
Game Boy vsebuje tudi izbirne vhodne in / ali izhodne priključke. Na levi strani sistema je zunanjo stikalo za napajanje z enosmerno napetostjo mere 3,5 mm × 1,35 mm, ki uporabnikom omogoča uporabo zunanje akumulatorske baterije ali napajalnika (naprodaj posebej) namesto štirih AA baterij. Priključek za stereo slušalke z mero 3,5 mm se nahaja na spodnji strani enote, ki uporabnikom omogoča poslušanje zvoka s priloženimi slušalkami ali zunanjimi zvočniki.
Desna stran naprave ponuja vstop, ki uporabniku omogoča povezavo z drugim Game Boy sistemom prek povezovalnega kabla, v primeru da oba uporabljata isto igro. Vstop se lahko uporablja tudi za povezavo Game Boy tiskalnika. Povezovalni kabel je bil prvotno namenjen igralcem, da bi lahko igrali igre za dva igralca, kot je Tetris, vendar pa je razvijalec igre Satoshi Tajiri pozneje uporabil tehnologijo povezovalnih kablov kot način komunikacije in mreženja v priljubljeni seriji video iger Pokémon.

### Tehnične specifikacije
- CPU: Custom 8-bitni Sharp LR35902 pri 4,19 MHz. Ta procesor je podoben Intelu 8080, ker ni prisoten noben register, ki je bil uveden v modelu Z80. Vendar pa so prisotne nekatere izboljšave pri naborih ukazov modela Z80 nad modelom 8080, najboljša izboljšava je pa pri bitni manipulaciji.
- RAM: 8 kB notranjega S-RAM-a (lahko se podaljša do 32 kB)
- Video RAM: 8 kB internega
- ROM: On-CPU-Die 256-byte bootstrap; 256 kb, 512 kb, 1 Mb, 2 Mb, 4 Mb in 8 Mb kartuš
- Zvok: 2 generatorja impulznega valovanja, 1 PCM 4-bitni vzorec valovanja (64 4-bitni vzorci, ki se predvajajo v kanalu 1 × 64 ali 2 × 32), 1 generator hrupa in en avdio vhod iz vložka. Enota ima samo en zvočnik, vendar slušalke zagotavljajo stereo zvok.
- Zaslon: reflektivni STN LCD 160 × 144 slikovnih pik
- Število sličic: približno 59,7 sličic na sekundo na običajni Game Boy, 61,1 na Super Game Boy-u
- Vertikalno prazno trajanje: približno 1,1 ms
- Velikost zaslona: 66 mm (2,6 incha) po diagonali
- Barvna paleta: 2-bitna (4 odtenki "sivo" svetle do zelo temno oljkasto zelene)
- Komunikacija: 2 Game Boy-a je mogoče povezati preko vgrajenih serijskih vrat, do 4 igralcev z DMG-07 4-igralnim adapterjem. In 16 v največji meri.
- Moč: 6 V, 0,7 W (4 AA baterije zagotavljajo 15-30 + ur delovanja)
- Dimenzije: 90 mm (Širina) × 148 mm (Višina) × 32 mm (Diagonala) / 3,5" × 5,8" × 1,3"

## Revizije

### Play It Loud!
20. marca 1995 je Nintendo izdal več modelov Game Boy z barvnimi ogrodji, ki so jih oglaševali v "Play It Loud!" kampanji. Specifikacije za to enoto ostanejo popolnoma enake kot originalni Game Boy, vključno z monokromatskim zaslonom. Ta nova linija barvnih Game Boy-ev bi postavila standard za kasnejše Nintendo dlančnike; vsak od njih je bil na voljo v več barvah. "Play It Loud!" enote so bile izdelane v rdeči, zeleni, črni, rumeni, beli, modri in prozorni (transparentni) ali včasih imenovani rentgenski barvi v Združenem kraljestvu. Najpogostejše barve so bile rumena, rdeča, prozorna in črna. Zelena je dokaj redka, vendar sta modra in bela najredkejši. Modra je bila izdana v Evropi in na Japonskem. Bela ostaja najredkejša od vseh "Play It Loud!" barv. Omejena Manchester United izdaja Game Boya je rdeča, z logotipi ekipe, ki je na njej natisnjena. Izdana je bil istočasno z "Play It Loud!" dlančniki v Združenem kraljestvu. Zasloni "Play It Loud!" imajo tudi temnejši okvir kot običajni Game Boy-i.

### Game Boy Pocket
Leta 1996 je Nintendo izdal Game Boy Pocket: manjšo, lažjo enoto, ki je zahtevala manj baterij. Ima prostor za dve bateriji tipa AAA, ki zagotavljata približno 10 ur igranja. Enota je opremljena tudi s 3-voltnim, 2,35-mm x 0,75-mm DC vhodom, ki se lahko uporablja za napajanje sistema. Žepek ima manjše povezovalno pristanišče, ki zahteva povezavo s starejšim Game Boy-em. Zasnova vzorca se uporablja pri vseh nadaljnjih modelih Game Boy, razen Game Boy Micro. Zaslon je bil spremenjen v črno-beli zaslon, namesto monohromatskega prikaza originalnega Game Boy-a. Game Boy Pocket (GBP) ima tudi večji zaslon kot Game Boy Color (GBC), ki ga je kasneje nadomestil. Zaslon GBP ima diagonalo 65 mm (2.56 in), širino 48.5 mm (1.91 in) in višino 43.5 mm (1.71 in), v primerjavi z diagonalo 59 mm (2.32 in) za GBC. Čeprav Game Boy Pocket, tako kot njegov predhodnik, nima osvetlitve ozadja, ki omogoča igranje na temnejšem področju, je to še posebej izboljšalo prepoznavnost in odzivni čas pikslov. Prva različica ni imela LED napajanja. To je bilo kmalu dodano zaradi javnega povpraševanja, skupaj z novimi enotami Game Boy Pocket različnih barv (objavljeno 28. aprila 1997), nekatere pa so bile nove v liniji Game Boy. Obstaja nekaj omejenih izdaj Game Boy Pockets, vključno s kovinsko ledeno modro enoto in roza modelom, ki je bil izključno namenjen za Japonsko. Game Boy Pocket ni bil nova programska platforma saj je uporabljal isto programsko opremo kot originalni Game Boy model.

### Game Boy Light
Game Boy Light je bil izdan 14. aprila 1998, za 6,800 ¥ in je bil na voljo samo na Japonskem. Game Boy Light je le nekoliko večji od Game Boy Pocket-a in ima elektroluminescentno osvetlitev za slabe svetlobne razmere. Uporablja 2 AA bateriji, ki ponujata približno 20 ur z izklopljeno lučjo in 12 ur z vklopljeno lučjo. Na voljo je v dveh standardnih barvah: zlati in srebrni. Prejel je tudi številne posebne izdaje, med njimi tudi izdajo Astro Boy s prozornim ogrodjem in sliko Astro Boy-ja ki je bila prikazana na konzoli, Osamu Tezuka World izdajo s prozorno rdečim ogrodjem in sliko njegovih likov ter rumeno Pokémon Center Tokyo verzijo.

## Sprejem
Medtem ko je tehnično slabši od Lynx-a in drugih konkurentov, je odlična življenjska doba Game Boy-a, robustna strojna oprema in priljubljenost Tetrisa in drugih iger veliko uspešnejša. V prvih dveh tednih na Japonskem, od njegove izdaje 21. aprila 1989, je bila prodana celotna zaloga, sestavljena iz 300.000 enot; nekaj mesecev kasneje pa je izdaja Game Boy-a v Združenih državah 31. julija 1989, užila 40.000 prodanih enot na prvi dan. Skupina Game Boy in Game Boy Color sta prodala 118,69 milijonov enot po vsem svetu, 32,47 milijona enot na Japonskem, 44,06 milijona enot v Ameriki in 42,16 milijona enot v drugih regijah. Z japonskim davčnim letom 1997, pred izpustitvijo Game Boy Color-a konec leta 1998, je Game Boy sam prodal 64,42 milijona enot po vsem svetu. Na tiskovni konferenci v San Franciscu, 14. marca 1994, je podpredsednik marketing podjetja Nintendo, Peter Main odgovoril na razna vprašanja. 
Leta 1995 je "Nintendo of America" napovedal, da je bilo 46% igralcev Game Boy-a žensk, kar je več kot odstotek ženskih igralcev za Nintendo Entertainment System (29%) in Super Nintendo Entertainment System (14%). Leta 2009 je bil Game Boy uveden v nacionalno igralno dvorano slavnih, 20 let po najavi. Od 6. junija 2011 dalje so igre Game Boy in Game Boy Color na voljo v storitvi Virtual Console na Nintendo eShop-u na Nintendo 3DS-u.